# Victor Lhérie
Léon-Victor Lévy, noto come Victor Lhérie (Parigi, 4 maggio 1808 – Parigi, 27 marzo 1845), è stato un attore, drammaturgo e librettista francese.

## Biografia
Figlio di Isaac Lévy, detto Lhérie, gioielliere e commerciante di curiosità in rue Vivienne, era destinato a subentrare al padre quando, attratto dal teatro, fu assunto come attore nella compagnia di Jules Seveste e Edmond Seveste. Iniziò così il 4 aprile 1826 al Théâtre des Variétés nel ruolo dell'amante della commedia France et Savoie, si fece poi apprezzare per la sua verve comica nel ruolo di cameriere de L'École de bain (5 agosto 1828), assicurando a questo vaudeville un grande successo e si specializzò nei ruoli "en travesti" femminili.
Dal 1829 iniziò a scrivere parodie, spesso con il fratello Léon-Lévy Brunswick e con Léon Vidal, mentre continuava la sua carriera di attore. Nel 1838 si esibì a Bruxelles, ma al suo ritorno si ammalò e perse il senno.
È il padre del tenore Paul Lévy, detto Lhérie (1844-1937), cavaliere della Legion d'Onore, professore al Conservatorio, creatore di molti ruoli all'Opéra-Comique, in particolare quello di Don José in Carmen di Georges Bizet e Lohengrin alla prima parigina dell'opera di Richard Wagner.
Le commedie della breve carriera di Victor Lhérie furono rappresentate nei più famosi teatri parigini del XIX secolo: (Théâtre de la Gaîté-Montparnasse, Théâtre des Variétés, Théâtre des Novelties, ecc.).

## Opere
- 1829: Les Suites d'un mariage de raison, dramma in 1 atto, con Achille d'Artois e Léon-Lévy Brunswick;[5]
- 1830: L'Épée, le bâton et le chausson, vaudeville in 4 quadri, con Léon Vidal;
- 1830: Mme Lavalette, dramma storico in 2 atti, con Mathieu-Barthélémy Thouin;
- 1831: Encore un préjugé, ou les Deux éligibles, commedia-vaudeville in 3 atti, con Amable de Saint-Hilaire e Brunswick;
- 1831: Les Croix et le charivari, à-propos in 1 atto, con Brunswick e Léon Vidal;
- 1832: L'art de ne pas monter sa garde, vaudeville in un atto, con Thouin;
- 1832: Le Fossé des Tuileries, revue-vaudeville in 1 atto, con Julien de Mallian e Dumanoir;
- 1832: Le Mort sous le scellé, folie in 1 atto, con Thouin e Léon Vidal;
- 1834: La Gueule de lion, commedia in 1 atto, con Brunswick;
- 1835: Le Sauveur, commedia in 3 atti, con Léon Halévy;
- 1835: Un tissu d'horreurs, vaudeville in 1 atto, con Brunswick;
- 1836: La sonnette de nuit, commedia-vaudeville in 1 atto, con Brunswick e Thouin;
- 1836: Il campanello, mélodramma in un atto, tratto dal vaudeville La sonnette de nuit, musica di Gaetano Donizetti;
- 1836: Crime et mystère, mélodramma mancato, con Théophile Marion Dumersan;
- 1836: Frogères et Loupin, ou le Voyage in Sibérie, vaudeville aneddotico, in 2 atti, con Brunswick;
- 1838: Faublas, commedia in 5 atti, con Brunswick e Charles Dupeuty;